# إف. أ. هاربر
إف. أ. هاربر (بالإنجليزية: F. A. Harper)‏ هو اقتصادي أمريكي، ولد في 7 فبراير 1905 في ميدفيل في الولايات المتحدة، وتوفي في 21 أبريل 1973.